# Klaus Eickhoff
Klaus Eickhoff (* 24. Februar 1936 in Berlin; † 7. Juni 2022 in Villach) war ein deutscher evangelischer Theologe, Evangelist, Gemeindeberater und Autor.

## Leben
Eickhoff machte 1951 eine Ausbildung zum Graveur. Mit 18 Jahren fand er zum christlichen Glauben. Er gab seinen Beruf auf und absolvierte von 1956 bis 1959 eine theologische Ausbildung in der Evangelistenschule Johanneum in Wuppertal. Danach war er fünf Jahre lang Stadtmissionar der Berliner Stadtmission. Von 1965 bis 1974 war er Evangelist im Amt für Missionarische Dienste der Hannoverschen Landeskirche. Zwischen 1968 und 1973 studierte er Evangelische Theologie an der Theologischen Akademie in Celle, Niedersachsen. Nach der Ordination 1973 und dem zweiten Theologischen Examen war er von 1974 bis 1979 Pfarrer in der evangelisch-lutherischen Kirchengemeinde St. Marien (Uelzen). Dort baute er über den Konfirmandenunterricht, den er neben der Predigt als Schwerpunkt betrachtete, eine große Jugendarbeit auf, den Uelzener „Gemeinsamen Abend“. Nach einem Studienjahr 1979/1980 für Praktische Theologie in den USA war Eickhoff bis zu seinem Ruhestand 1997 Rektor des Werkes für Evangelisation und Gemeindeaufbau in der Evangelischen Kirche A.B. in Österreich. Seine ökumenische Gesinnung brachte ihm im vorwiegend katholischen Österreich viele Freunde auch unter den Katholiken ein. 2006 promovierte er bei Hendrik Pieterse an der Universität von Südafrika (UniSA) zum Doctor of Theology mit seiner Dissertation in Praktischer Theologie: Wohin Predigen führt: Die sendungsorientierte Gemeinde als Ziel biblischer Verkündigung.
Eickhoff war Vorsitzender der Arbeitsgemeinschaft für Gemeindeaufbau (AGGA), ist Mitbegründer der Akademie für christliche Führungskräfte (AcF) und dort seit 1999 Dozent, sowie Dozent für praktische Theologie am Martin Bucer Seminar. Neben mehreren theologischen Veröffentlichungen verfasste er Schriften, die Themen der Vermittlung des Glaubens zum Gegenstand haben.

## Privates
Klaus Eickhoff war von 1960 an mit Renate bis zu deren Tod 2011 verheiratet. Er hatte sechs Kinder (darunter Klaus-André Eickhoff), sowie mehrere Enkel und Urenkel. Er war Mitglied der Evangelisch-lutherischen Kirche und lebte seit 2014 in Villach, Kärnten. 2014 heiratete er die Pädagogin Margit Johanna Ofner.  Gemeinsam gründeten sie den evangelistischen Dienst PROVIP.

## Veröffentlichungen (Auswahl)
- Ich muss mit dir reden: Über die wichtigste Sache der Welt, Brockhaus 1971, Brunnen 1997, ISBN 978-3-417-22024-7, (mit Übersetzungen in Französisch, Niederländisch und Ungarisch).
- Nicht vom Brot allein, Brockhaus, Witten 1972, ISBN 978-3-417-004052.
- Teenager-Probleme, Brockhaus, Witten 1972, 15. Aufl. 1992, ISBN 978-3-417-20196-3.
- Ik móét je spreken, Gideon Verlag, Hoornaar 1974, ISBN 978-9-06067401-7.
- Jung sein, deine Chance, Kawohl-Verlag, Wuppertal 1975, ISBN 978-3-88087-106-9.
- Angenommen – ernstgenommen: Wenn junge Leute Christen sind, Brockhaus, Witten 1976, 5. Aufl. 1990, ISBN 978-3-417-22009-4.
- Hunger: Kurzgeschichten und Besinnungen, Brockhaus, Witten 1978, ISBN 978-3-417-20259-5.
- Und da er das Volk sah... Gedanken zur Verkündigung, Kawohl-Verlag, Wuppertal 1978, ISBN 978-3-88087-308-7.
- Eure Traurigkeit soll in Freude verwandelt werden, Kawohl-Verlag, Wuppertal 1979, ISBN 978-3-88087-163-2.
- Was zählt?, SCM Hänssler, Holzgerlingen 1980, ISBN 978-3-7751-1179-9.
- Mach mal Pause, Brockhaus, Witten 1980, 7. Auflage 1997, ISBN 978-3-7751-1647-3.
- Gibt es etwas Schöneres?, SCM Hänssler, Holzgerlingen 1980, ISBN 978-3-7751-0527-9.
- Warum geht es uns nicht gut, wenn es uns gut geht..., Brockhaus, Witten 1985, ISBN 978-3-417-35228-3.
- Heiter und rege statt rundum öde, Brockhaus, Witten 1990, ISBN 978-3-417-21208-2.
- Millionenfieber: Für Sportler und ihre Fans, Brockhaus, Witten 1991, ISBN 978-3-417-24629-2.
- Gemeinde entwickeln für die Volkskirche der Zukunft: Anregungen zur Praxis, Vandenhoeck & Ruprecht, Göttingen 1992, ISBN 978-3-525-60382-6.
- Meine Eltern sind in einem schwierigen Alter, Oncken, Kassel 1986; SCM R. Brockhaus, Witten 8. Aufl. 1996, ISBN 978-3-417-22018-6.
- Die Predigt beurteilen: Gemeinde denkt mit, Brockhaus, Witten 1998, ISBN 978-3-417-11133-0.
- Wie ein Spatz im Käfig: Die Freiheit finden, die wirklich zählt, SCM Hänssler, Holzgerlingen 2000, ISBN 978-3-7751-3596-2.
- Brief an einen Hauskreis. Schritte zu neuer Begeisterung, Gerth Medien, Aßlar 2000, ISBN 978-3-89490342-8.
- Ich muß mit dir reden. Von der Sehnsucht, das Leben zu packen, Brunnen-Verlag, Gießen 2002, ISBN 978-3-7655-1131-8.
- Klüngel, das Krokodil mit der Klingel, SCM Hänssler, Holzgerlingen 2008, ISBN 978-3-7751-4892-4.
- Harmlos, kraftlos, ziellos: Die Krise der Predigt – und wie wir sie überwinden, (Dissertation), SCM R. Brockhaus, Witten 2009, ISBN 978-3-417-26281-0.
- Wie entführt man ein Krokodil?: Klüngels große Reise, SCM Hänssler, Holzgerlingen 2010, ISBN 978-3-7751-5238-9.
- Vom Geheimnis des Leidens, SCM Hänssler, Holzgerlingen 2011, ISBN 978-3-7751-5302-7.
- Unterwegs fand ich nach Hause: Stationen einer Durchreise, (Autobiografie) SCM Hänssler, Holzgerlingen 2012, 2. Aufl. 2014, ISBN 978-3-7751-5420-8.
- Sehen und Handeln: vom Wesen geistlicher Leiter, Verlag der Lutherischen Buchhandlung, Groß Oesingen 2013, ISBN 978-3-86147-337-4.
- Leben – und wozu? Daten. Fakten. Wissenswertes (aus der Reihe "kurzgefasst"), mit Hartmut Jaeger, Markus Wäsch (Hrsg.), Christliche Verlagsgesellschaft, Dillenburg 2015, ISBN 978-3-86353-153-9.
- Tore für das Himmelreich. Was Christen von Fußballern lernen können, Kawohl Verlag, Wesel 2017, ISBN 978-3-86338-013-7.
- Gnade kennt keine Flaute, Christliche Verlagsgesellschaft, Dillenburg 2017, ISBN 978-3-86353-460-8.
- Freude. Warum wir nicht genug davon kriegen, Christliche Verlagsgesellschaft, Dillenburg 2019, ISBN 978-3-86353-611-4.
- Ich muss mit dir reden, überarbeitete Neuauflage, Christliche Verlagsgesellschaft Dillenburg 2019, ISBN 978-3-86353-627-5.
- Ich will den Herrn loben, solange ich lebe, Frankfurter Literaturverlag, Frankfurt am Main 2020, ISBN 978-3-8372-2348-4.
- Dieses Leben ist nicht genug. Impulse für Herz und Verstand, Christliche Verlagsgesellschaft Dillenburg 2021, ISBN 978-3-86353-767-8
- Heilsames gegen die Angst ... und weitere Impulse für Herz und Verstand, Christliche Verlagsgesellschaft Dillenburg 2022, ISBN 978-3-86353-676-3
- Die Sache mit Gott ist wie ein Ozean. Weit und tief und unfassbar schön, Christliche Verlagsgesellschaft, Dillenburg 2023, ISBN 978-3-86353-893-4.

als Mitherausgeber:
- Gemeinde gründen in der Volkskirche. Modelle der Hoffnung. Brendow-Verlag, 2012, ISBN 978-3-87067-500-4.